# Натприродни хорор филм
Натприродни хорор филм је филмски жанр који комбинује аспекте натприродног филма и хорор филма. Натприродне појаве у таквим филмовима често укључују духове и демоне, а многи натприродни хорор филмови имају религијске елементе. Уобичајене теме у жанру су загробни живот, ђаво и опседнутост демонима. Нису сви натприродни хорор филмови фокусирани на религију и могу имати „живописније и језивије насиље”.
Примери овог филмског жанра су следећи филмови: Круг (1998), Вештица из Блера (1999), Духови у нама (2001), Паранормална активност (2007), Астрална подмуклост (2010), Призивање зла (2013) и Гост (2020).